# Агесилај II
Агесилај II (грч. Ἀγησίλαος, 444—360. п. н. е.) је био краљ Спартеиз линије Еуропонтида. Владао је од око 400. п. н. е. до 360. п. н. е. Постао је краљ у време спартанске хегемоније у Грчкој након пораза Атине у Пелопонеском рату. Водио је у Малој Азији успешан рат против Персије од 396. до 394. п. н. е. подржавајући независнот грчких градова Мале Азије. Спарта га је позвала да се врати из Мале Азије, јер су Атина, Коринт, Теба и Арг започели Коринтски рат против Спарте. Агесилај је заповедао спартанском војском у бици код Коронеје 394. пре н. е, у којој је Спарта победила. Спартанска хегемонија у Грчкој потврђена је Анталкидиним миром 387. п. н. е. Иако је био веома способан војсковођа није припремио спартанску војску за војне иновације, па је Теба под заповедништвом Епаминонде победила спартанску војску под заповедништвом Клеомброта у бици код Леуктре 371. п. н. е. Агесилај II је спречио пад Спарте 370/369. пре н. е, али окончан је био период спартанске хегемоније. Умро је у египатској служби предводећи плаћенике.

## Детињство и младост
Агесилај је био син Архидама II и његове друге жене, Еуполеје, и млађи полубрат Агиса II.
Мало је сачуваних детаља о Агесилајевој младости. Храмао је од рођења, па се није очекивало да ће наследити престо после свог брата краља Агиса II, поготово јер се овај имао сина (Леотихида). Због тога је подвргнут строгом спартанском образовању званом агоге. Међутим, Леотихида проглашавају незаконитим наследником (гласине га представљају као сина Алкибијада, јер је Агис био одсутан, тако да по рачунању времена Леотихнида није могао да буде његов син. Међутим, на самртничкој постељи Агис је прихватио да му Леотихида буде син.

## Наслеђује престо уз помоћ Лисандра
Агесилај ипак постаје краљ око 401. п. н. е., када је имао око четрдесет година јер се Лисандар за то заложио. Лисандар је тада био утицајан, а Агесилај му је био пријатељ, једно време и љубавник, тако да је сматрао да ће имати велики утицај на Агесилаја и да ће помоћу њега да влада.

## Рат са Персијом пре доласка Агесилаја
Јонски градови су након Пелопонеског рата припали Персији, а током Кирове побуне били су углавном под управом одметнутог Кира Млађега. Тисаферн је напао оне градове, који су одбили да се врате под персијску власт. Јонски грчки градови су замолили Спарту да им помогне. Спарта се одазвала позиву, па је 399. п. н. е. послала војску под заповедништвом Тимброна. Тимброн је са 6.000 преживелих плаћеника дошао до Ефеза. Циљ тога похода је био да се Тисаферн присили на преговоре. Тимброн није много постигао, а сменио га је Деркилида, који је склопио споразум са Тисаферном, па је напао Фарнабазову сатрапију. Деркилида је 398. п. н. е. заузео Троаду.
Тисаферн је поново покушао са лукавом дипломатијом. Заједнички је дејствовао са сатрапом Фарнабазом II, па су током 397. п. н. е. склопили мир са Спартом. Персија је искористила мир да би градила велику морнарицу, али Спарта је схватила да мора да спречи изградњу морнарице.

## Агесилај креће у поход 396. п. н. е.
Лисандар је био спреман да иде у Азију, да помогне својим пријатељима, које је тамо оставио као хармосте градова. Пошто су се они понашали неправично и насилно грађани су многе од њих истерали, а неке и убили. Лисандар је наговорио Агесилаја да иде у Азију у поход. У исто време Лисандар је писао својим пријатељима у Азији да шаљу молбе Спарти да пошаље Агесилаја. Агесилај је пред скупштином тражио 30 капетана и саветника, 2.000 хелота и 6.000 савезника. Са Агесилајем је кренуо и Лисандар. Када је дошао у Ефез тада је уочио да сви одају велику почаст Лисандру и понашају се као да Агесилај није главни заповедник. Краљ као да је само имао титулу, а сва власт је била код Лисандра. Агесилај је постао љубоморан и постављао је Лисандру разне препреке. Није више слушао Лисандра, па је међу њима дошло до разлаза. Послао је Лисандра као амбасадора на Хелеспонт.

## Поход у Малој Азији против Персије
Тисаферн се најпре бојао Агесилаја и склопио је уговор, у коме је обећао да ће ослободити грчке градове у Азији. Касније када је добио појачање објавио је рат. Агесилај је кренуо за Карију, а ту су га чекали Персијанци, па је скренуо у Фригију. Ту је заузео много градова и заробио много блага. Пошто није имао довољно коњице вратио се у Ефез.
Када је поново било могуће нападати непријатељску територију (395. п. н. е.) Агесилај је кренуо у Лидију. Сатрап Тисаферн је мислио да се Агесилај поново служи триком и да ће заправо напасти Карију, па није из Карије позао снаге у помоћ. Када је Агесилај био крај Сарда, тада је позвао војску из Карије, а Агесилај је желио што раније битку. Победио је персијску војску под заповедништвом Тисаферна у Пактолу близу Сарда 395. п. н. е. После тога Титрауст је по налогу двора убио Тисаферна и потплатио је Агесилаја да оде из Лидије. Агесилај је пристао да се врати само до Фригије, тј. до Фарнабазове сатрапије.
Спартански краљ Агесилај II ратовао је против Персије у Малој Азији. Уз помоћ јонских градова Агесилај је пустошио персијске територије у Малој Азији. Поново је пустошио богату Фарнабазову сатрапију Фригију. Подржавао га је трачки краљ Котис. Освојио је највећи део Фригије, тако да је дошао до самога Фарнабазовога дворца. Фарнабаз II је дошао на преговоре са Агесилајем. Жалио се јер је раније помагао Спартанцима против Атињана, а сада му Спартанци наносе штете. Агесилај му је рекао да су раније Спартанци једно време били у пријатељству са персијским царем, а сада када су са њим непријатељи онда нападају и Фарнабаза. Због тога је рекао Фарнабазу да га неће нападати, ако постане грчки савезник и пријатељ уместо да остане персијски роб.

## Агесилајеве амбиције да освоји Персију
Агесилај је успоставио ред по градовима и вратио им некадашу власт. Затим је одлучио да крене у рат дубље у Персију, даље од мора. Имао је намеру да освоји Персију. Пошто су се спартанска војска и грчки најамници показали надмоћнијима од персијске војске персијски сатрап Фарнабаз II је одлучио да Спарти створи проблеме у Грчкој. Послао је свога изасланика Тимократа са Родоса са великом количином новца и он је делом почео да потплаћује, а делом да наговара грчке градове да створе савез против Спарте. Спартанска хегемонија и агресивна политика допринела је да се тај савез лакше оформи. Савез против Спарте оформили су Теба, Коринт, Аргос и Атина. Коринтски рат између Спарте и антиспартанског савеза започео је 395. п. н. е. У бици код Халијарта 395. п. н. е. спартанска војска била је поражена. У тој бици погинуо је спартански војсковођа Лисандар. Спартански краљ Паусанија II предводио је другу спартанску војску, која није стигла на време, а када су стигли склопили су примирје и повукли су се. Паусанија II је због тога био оптужен за издају и побегао је из Спарте у Тегеју.

## Повратак у Грчку
Пошто је рат почео у Грчкој, а Спарта је изгубила Лисандра и једнога краља ефори су морали да позову краља Агесилаја II да се врати из Азије у Европу. Персијски златник дарик имао је лик стрелца на себи, па је Агесилај рекао да га је персијски цар истерао са 10000 стрелаца, јер је толико новца дао Атини и Теби да зарате против Спарте. Агесилај је био именован командантом и копнених и поморских снага. Пошто је Конон помогао Родосу да се одметне од Спарте Спарта је остала без значајне савезничке флоте, па је Агесилаја морао да доста енергије уложи у окупљање флоте од 120 бродова, коју је онда ставио под заповедништво свога зета Писандра. Агесилај се копненим путем враћао кући. Прешао је Хелеспонт, а кроз Тракију је на једном месту морао да се бори за пролаз. Македонци су пустили да слободно прође. Тесалија је била у савезу са непријатељима, па је пустошио Тесалијом, опседао је Ларису и онда се нагодио с њима.

## Битка код Коронеје 394. п. н. е.
Када је дошао близу Беотије Агесилај је сазнао за пораз Спарте у поморској бици код Книда и за погибију Писандра. Своју војску је подсетио како је Спарта неколико месеци раније победила у бици код Немеје. Поред тога обавестио их је да је Писандар погинуо, али да их не би обесхрабрио лагао их је да је Спарта победила у поморској бици код Книда.
Код Коронеје Агесилај је угледао непријатеље, па је развио војску у борбени поредак. У бици код Коронеје на левом спартанском крилу су били војници из Орохомена, а Агесилај је предводио десно крило. На десном крилу били су Спартијати, а затим ветерани похода Десет хиљада, након њих азијски Грци, па Фочани. Војници из Орохомена су заузимали крајње лево крило. Тебанци су потукли Орохомене, а Агесилај Аргивце. Обе стране су чуле да им ке лево крило поражено и да бежи, па су се окренули. Агесилај је могао да победи да није директно нападао Тебанце, него да их је напао одотрага када су пролазили. Развила се тешка фронтална битка са Тебанцима, а најжешћа је била око самог Агесилаја, кога је чувало педесет добровољаца. Иако су се борили јако ипак је Агесилај био рањен, али су га живога изнели. Ту је погинулао много Тебанаца, али многи о Спартанаца. Спартанци су на крају пропустили Тебанце да ови прођу и онда су се бацили на њих, али нису их разбили, него су се Тебанци повлачили у поретку. Битка код Коронеје потврдила је надмоћ Спарте у копненим биткама.

## Наставак борби
Агесилај је стекао велики утицај у граду, па је успео да именују његовог полубрата Телеутија за адмирала. Агесилај је повео војску на Коринт и заузео дуге зидове, а Телеутија је помоћу флоте заузео непријатељске бродове и докове. Агесилај II је 391. п. н. е. предводио велику спартанску војску и нападао је бројна непријатељска упоришта. Заузео је неколико утврђења добијајући много плена и заробљеника. Док се Агесилај припремао да прода плен атински генерал Ификрат остварио је значајну победу у бици код Лехаја. Кратко након тога пораза Агесилај се вратио у Спарту, а Ификрат је наставио са походом око Коринта и тада је повратио многа утврђења, која су Спартанци раније били заузели. Ипак Ификрат није могао да поново заузме Лахеј. Агесилај II је предузео један успешан поход на Аргос 391. п. н. е. Пре краја Коринтског рата предузео је још два већа похода. У првом походу 389. п. н. е. спартанска војска прешла је преко Коринтског залива са циљем да нападну Акарнанију, која је била савезник антиспартанске коалиције. Агесилај II у почетку није успевао да дође у контакт са Акарнанцима, јер су се они држали планина и избегавали су директне окршаје. Када је Агесилај коначно успео да их увуче у битку Акарнанци су били потучени до ногу и изгубили су много војске. Након тога Агесилај се вратио преко Коринтског залива. Анталкида је био Агесилајев непријатељ, који је по сваку цену хтео мир, јер је рат јачао углед и моћ Агесилаја. Атина је поново уз помоћ Персије господарила морем, па је Анталкида у име Спарте склапао мир са Персијом. Персији је предавао све градове, у чије име је Агесилај водио рат са Персијом. Анталкидиним миром 387. п. н. е. окончан је Коринтски рат.

## Залагање за наставак спартанске хегемонистичке политике
Након склапања Анталкидина мира у самој Спарти су се појавиле присталице две опречне политике. на једној страни су били Анталкида и Агесиполид I, који су се залагали за стриктно поштовање Анталкидина мира, тј поштовање аутономије грчких градова. Они су се залагали за статус кво и мир. Агесилај II се залагао за наставак хегемонистичке политике за време општега мира. За Агесилаја и његове присталице мир је био само инструмент и прилику за спартанску хегемонију у Грчкој. Агесилај је најпре намеравао да успостави контролу на Пелопонезу, да казни непослушне и одбегле савезнике и да тако спречи будуће издаје. Спарта је зависила о послушности својих савезника. Циљ Спарте је био да се казне они њени савезници, који су сарађивали са непријатељима. Спарта је желела да спречи да се нелојалност понови. Прва жртва такве спартанске политике била је Мантинеја, која се више пута показала непоузданом. Агесилајева струја је однела превагу у Спарти. Спарта је због тога 385. п. н. е. тражила од Мантинеје да сруши зидине и да се врате у пет насеља из којих су населили Мантинеју. Спарта није имала никаква право да то тражи по одредбама Анталкидина мира, који је гарантовао аутономију грчких градова. Када Мантинеја није послушала Спарта је 385. п. н. е. започела рат са Манитинејом. Агесилај II је био главни заговорник рата против Мантинеје, али пажљиво је избегао да њега сматрају одговорним за нарушење Анталкидина мира, па је тражио да га ослободе заповедништва под изговором да је Мантинеја помагала његовом оцу Архидаму за време Месенијског рата. Заповедништво у том походу преузео је Агесиполид I, који је заузео Мантинеју, срушио зидине, а становништво раселио у пет мањих насеља. Након тога прогнани из Флијунта тражили су од Спарте да се умеша у њихов унутрашњи сукоб и да тражи њихов повратак у град. Спарта се поново умешала у аутономију једнога града и тражила је од Флијунта да прими прогнане натраг у град. Уплашен судбином Мантинеје Флијунт се повиновао спартанском захтеву.

## Фебида заузима Тебу, а Агесилај брани његов поступак
Македонски краљ Аминта III и халкидички градови Акант и Аполонија тражили су помоћ од Спарте у рату са Олинтом, главним чланом Халкидичког савеза. Представник Аканта је упозорио Спарту да су Атина и Теба послале амбасадоре у Олинт. Упозорили су и да пријатељство Олинта са трачким краљевима ствара могућност да Олинт задобије контролу рудника сребра и злата крај Амфипоља. Спарта је одлучила да прошири своју контролу у подручје Тракије, па се одазвала позиву македонског краља и Аканта. Послали су 382. п. н. е. више од 10.000 својих и савезничких војника под заповедништвом Фебиде. Фебида је међутим 382. п. н. е. починио дело, које је заувек окренуло Тебу против Спарте. Док је на путу за Тракију пролазио кроз Беотију Фебида је искористио поделу унутар Тебе да би помоћу своје војске и проспартанске партије ушао у град. Када је ушао у град заузео је тебански акропољ Кадмеју. Спартанци су успоставили аристократску олигархију под вођством Архије и Леонтијада у Теби и оставили су свој гарнизон у Кадмеји. Сви Грци су били узнемирени, а Спартанци незадовољни, а они који су у свађи са Агесилајем питали су Фебиду по чијој команди је то направио. Сумњало се на Агесилаја. Агесилај га је одбранио и још је рекао да је то добро за Спарту. Не само да је спасио Фебиду од кажњавања, него је и наговорио остале да Спарта преузме одговорност и да заузме Кадмеју на свој рачун и да постави администрацију Тебе у руке Архија и Леонтијада, који су помогли Фебиду. Заузимање Тебе представљало је тежак прекршај Анталкидина мира, па је Спарта казнила Фебиду са 100.000 драхми, али задржала је свој гарнизон у Теби.

## Рат са Тебом
Када је Пелопида 379. п. н. е. ослободио Тебу и поново успоставио демократију Агесилај их је оптужио због убиства Архије и Леонтијада. Током 378. п. н. е. Спартанац Сфордија покушао је да заузме Пиреј. Атина је захтевала да се он казни. Сфордија је био Агесилајев непријатељ, али Агесилајев син је био са њим у вези, па је Агесилај спречио да се Сфордија казни. Од тада је Атина заратила против Спарте. Агесилај је кренуо у поход против Тебе 378. п. н. е. Теспија му је била база за нападе. Нападао је Тебу све до градских бедема, чинио је велику штету, а Тебанци нису узлазили из града. Када је утврдио Теспију, поставио је Фебиду као хармоста и вратио се у Спарту. Направио је Теби много штете, али доживео је и више пораза, а био је и рањен. Током једнога похода 377. п. н. е. Агесилају је позлило у Мегари. Нога му је натекла, па су му отворили вену, бол је престао, али много крви је истекло. Агесилај је после тога био слаб и неспособан за рат. Током периода када је Агесилај био спречен Спарта је губила и на копну и на мору. Највећи пораз је био у бици код Тегире 375. п. н. е. Пошто су и Атина, Спарта и Теба биле исцрпљене дугим ратовањем 371. п. н. е. сазвана је мировна конференција у Спарти. На конференцији су договорени мировни услови. Главни принцип Калијиног мира била је независност градова у Грчкој. Епаминонда је потписао споразум у име Тебе. Када је следећег дана инсистирао да је потписао у име Беотије, Агесилај II се томе супростављао инсистирајући на независности градова Беотије. Епаминонда је рекао да у том случају и градови Лаконије треба да буду независни. Агесилај је тај спор искористио као изговор за уклањање Тебанаца из мировног уговора, па је Теби објавио рат.

## Битка код Леуктре
Одмах након пропасти мировних преговора Спарта је наредила краљу Клеомброту I да нападне Беотију. Пошто је Теба била искључена из мировног уговора Агесилај је сматрао да је то најбољи тренутак да се с њима обрачуна. Само двадесет дана након закључења мира дошло је до битке код Леуктре 371. пре н. е, у којој је Теба победила Спарту. Теба је победила захваљујући примени Епаминондиних тактичких иновација. У бици је пало 1.000 Лакадемоњана, погинуо је краљ Клеомброт и око њега најмоћнији Спартанци. Погинуо је и Сфодријин син Клеоним. Том битком окончан је период спартанске хегемоније у Грчкој.

## Тебанска хегемонија и напади на Пелопонез
По мировном споразуму након битке код Леуктре пелопонески градови, који су раније били под спартанском доминацијом добили су независност. Мантинејани су то одмах одлучили да искористе и да уједине своја насеља у један град и да га утврде. Та одлука је разљутила Агесилаја II. Тегеја је уз подршку Мантинеје подстакла стварање Аркадијског савеза. Спарта је због тога објавила рат Мантинеји, а већина градова Аркадије удружила се против Спарте, а позвали су и Тебу да се умеша. Тебанска војска стигла је крајем 370. п. н. е. под вођством Епаминонде и Пелопиде. Тебанцима се у Аркадији придружило много бивших спартанских савезника, тако да су имали 50.000 до 70.000 војника на располагању. У Аркадији Епаминонда је охрабрио Аркађане да оснују Аркадијски савез и да изграде нови град Мегалопољ. Епаминонда је напао Лаконију и саму Спарту. То је било први пут у 600 година да неко напада Спарту. Пљачкали су и палили све до реке и града и нико није изашао да им се супротстави. Агесилај је одлучио да брани сам град, а Тебанци су га изазивали на отворени бој. Епаминонда је покушао да пређе набујалу Еуроту и да заузме град, али Агесилај га је спречио да уђе у саму Спарту, па су Тебанци наставили да пљачкају околину. Први пут је пустошио Лаконијом, а други пут је водио војску да ослободе Месенију. Ослобађањем Месеније Спарта је остала без велике територије и без хелота. Поред осталога добила је на својим границама нове непријатељске државе. Агесилај због година више није водио војску. Теба је касније нудила мир, али Спарта је пристајала на мир само ако јој се врати Месенија.

## Битка код Мантинеје 362. п. н. е.
Мантинеја је иступила из Аркадијског савеза. Спарта, Елида и Мантинеја су се удружили против Аркадијског савеза. Атина је била једно време тебански савезник, али почела је да подржава Спарту, да би сузбила јачање тебанске хегемоније. Епаминонда је тада повео тебанску војску на Пелопонез да би успоставио ред и поново успоставио надмоћ Аркадије и Тебе на Пелопонезу.
Побуњена Мантинеја је тражила помоћ Спарте. Агесилај II је са спартанском војском долазио да помогне Мантинеји. Епаминонда и је сазнао је да је велика спартанска војска на путу према Мантинеји. Пошто је Спарта остала готово без икакве одбране Епаминонда је одлучио да преко ноћи дође до Спарте и освоји је. Међутим Агесилај, који је био на походу према Мантинеји сазнао је за Епаминондину намеру, па је обавестио Спарту, а и сам је стигао у Спарту пре напада. Када је Епаминонда стигао Спарта је била добро брањена. Краљ Архидам је сасекао тебанску претходницу. Пошто није изненадио Спартанце Епаминонда се одмах повукао. Епаминонда је мислио да пошто су дошли из Мантинеје да је Мантинеја без одбране, па се вратио до базе у Тегеји и наредио је коњички напад на Мантинеју, али није успео да заузме Мантинеју, јер је у њу дошла атинска војска. Пошто је знао да му пролази време предвиђено за поход, а да ће тебански утицај на Пелопонезу бити уништен ако не победи непријатеље Тегеје Епаминонда је одлучио да започне битку под сваку цену. Била је то Битка код Мантинеје (362. п. н. е.).
Оно што се догађало у низији Мантинеје била је највећа хоплитска битка у грчкој историји. Епаминонда је имао већу војску: 30.000 хоплита и 3.000 коњаника, а Спарта је имала 20.000 хоплита и 2.000 коњаника. Агесилај II предводио је војску Спарте, Атине, Елиде и Мантинеје. Као у бици код Леуктре ослабљено десно крило требало је да се повлачи и избегава борбу. Када се тебанско лево крило пробило кроз спартанско десно крило цела фаланга се дала у бег. Међутим на врхунцу битке Епаминонда је био смртно рањен и брзо након тога је умро. Након његове погибије Тебанци и савезници нису уложили напор да прогањају непријатеља који је бежао са бојног поља. Након битке обе стране су тврдиле да су победиле.
Када су се договорили о мировним принципима, онда је Спарта настојала да искључи Месенију из мировног уговора. Иако је технички гледано Теба победила у бици код Мантинеје, Теба више није имала некога способнога попут Епаминонде, тако да је битка код Мантинеје означила крај тебанске хегемоније.

## У египатској служби
Агесилај II је био на челу плаћеника који су помагали Египћанину Таху 361. п. н. е. приликом побуне против Персије. Атињанин Хабрија био је заповедник морнарице код Таха. Када се придружио Таху на походу тада је уочио да он није командант свих снага, него само плаћеника. Тахо је био главни. Међутим против Таха се побунио Тахов рођак Нектанебо II, па је Агесилај стао на страну Нектанеба. Против Нектанеба побунио се и Мендес, али Агесилај је остао на Нектанебовој страни. Мендес је имао око 100.000 војника. Опколио је Агесилајеве грчке плаћенике у једном граду. Ископали су дубоке ровове око града. Агесилај је то ислористио да нападне непријатеља, па када су изашли из града непријатељ није могао због ровова да искористи бројчану премоћ. На малом простору одвијала се битка, у којој су Грци били вештији и натерали су непријатеља на повлачење.
Агесилај је од Нектанеба добио 230 таланата као награду за службу. Враћао се преко зиме кући, па се држао обале, али бродове су носили ветрови либијском обалом до ненастањег места званог Менелајева лука. Ту је умро у 84. години. Био је краљ Спарте 41 годину, а више од тридесет година био је највећи и најутицајнији од свих Грка, све до битке код Леуктре.